# Micaela Nevárez
Micaela Nevárez (Carolina, 1 de janeiro de 1972) é uma atriz porto-riquenha.
Sua estreia no cinema foi através da participação no filme Princesas, dirigido por Fernando León de Aranoa, pelo qual recebeu o Prêmio Goya de melhor atriz revelação, em 2006.

## Filmografia

### Cinema
| Ano  | Filme        | Personagem | Diretor                 |
| ---- | ------------ | ---------- | ----------------------- |
| 2009 | The War Boys | Marta      | Ron Daniels             |
| 2005 | Princesas    | Zulema     | Fernando León de Aranoa |